# Emblema da República Socialista Soviética Uzbeque
O Emblema de Armas da República Socialista Soviética Uzbeque foi adotado em 14 de fevereiro de 1937 pelo governo da República Socialista Soviética do Uzbequistão. O emblema é baseado no emblema da União Soviética. Apresenta símbolos da agricultura (foice, algodão e trigo) e indústria pesada (martelo). O sol nascente sobre um mapa da Ásia Central soviética simboliza o futuro desta região, enquanto a estrela vermelha de cinco pontas representa a "revolução socialista em todos os cinco continentes".